# Guelatao de Juárez
Guelatao de Juárez è un comune del Messico, situato nello stato di Oaxaca, il cui capoluogo è la località di San Pablo Guelatao de Juárez.